# Aréisme

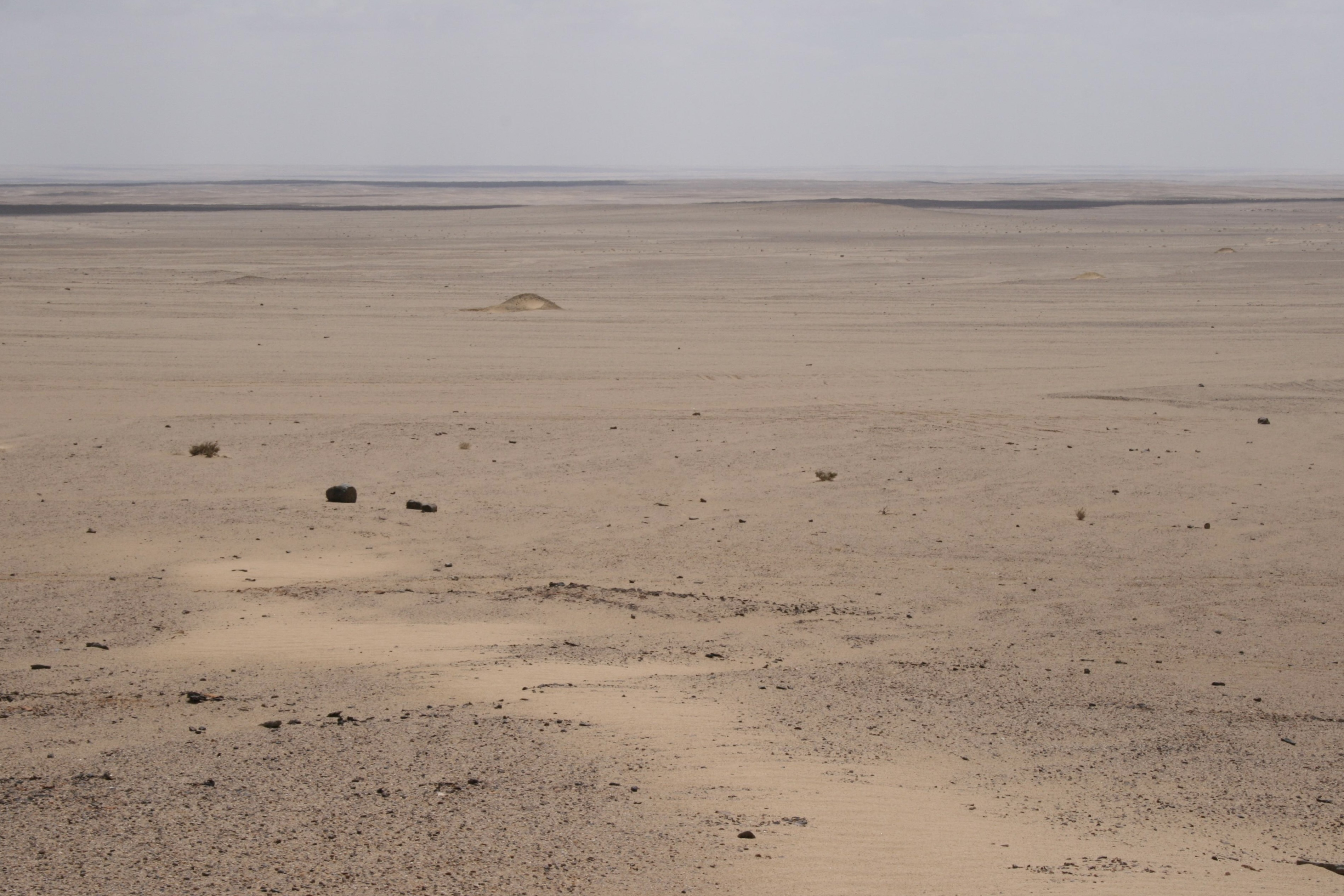
La dépression de Qattara, une région aréique du désert Libyque.

L’aréisme est un terme d'hydrographie qui caractérise une région dans laquelle il n'existe aucun réseau hydrographique organisé. Il caractérise des régions privées presque complètement d'écoulement superficiel soit par suite d'une perméabilité excessive, soit à cause d'un relief inexistant (pentes nulles) dans une région peu arrosée.
Les toundras sont actuellement essentiellement aréiques, elles n'ont en général pas de réseau hydrographique organisé, des reliefs peu marqués et ce sont des régions peu arrosées.